# 帕特萊伊納冰川
78°03′50″S 85°47′20″W / 78.06389°S 85.78889°W

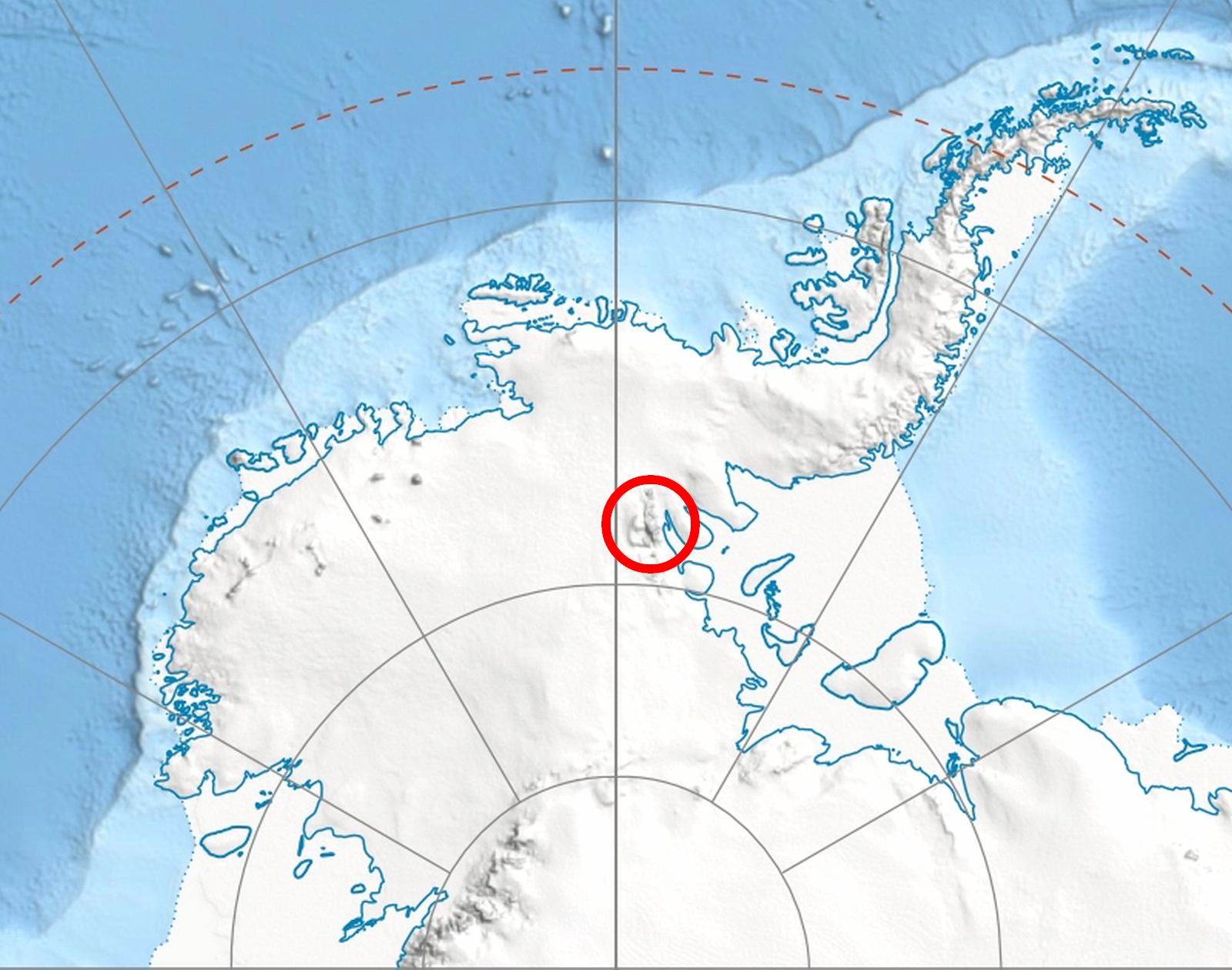

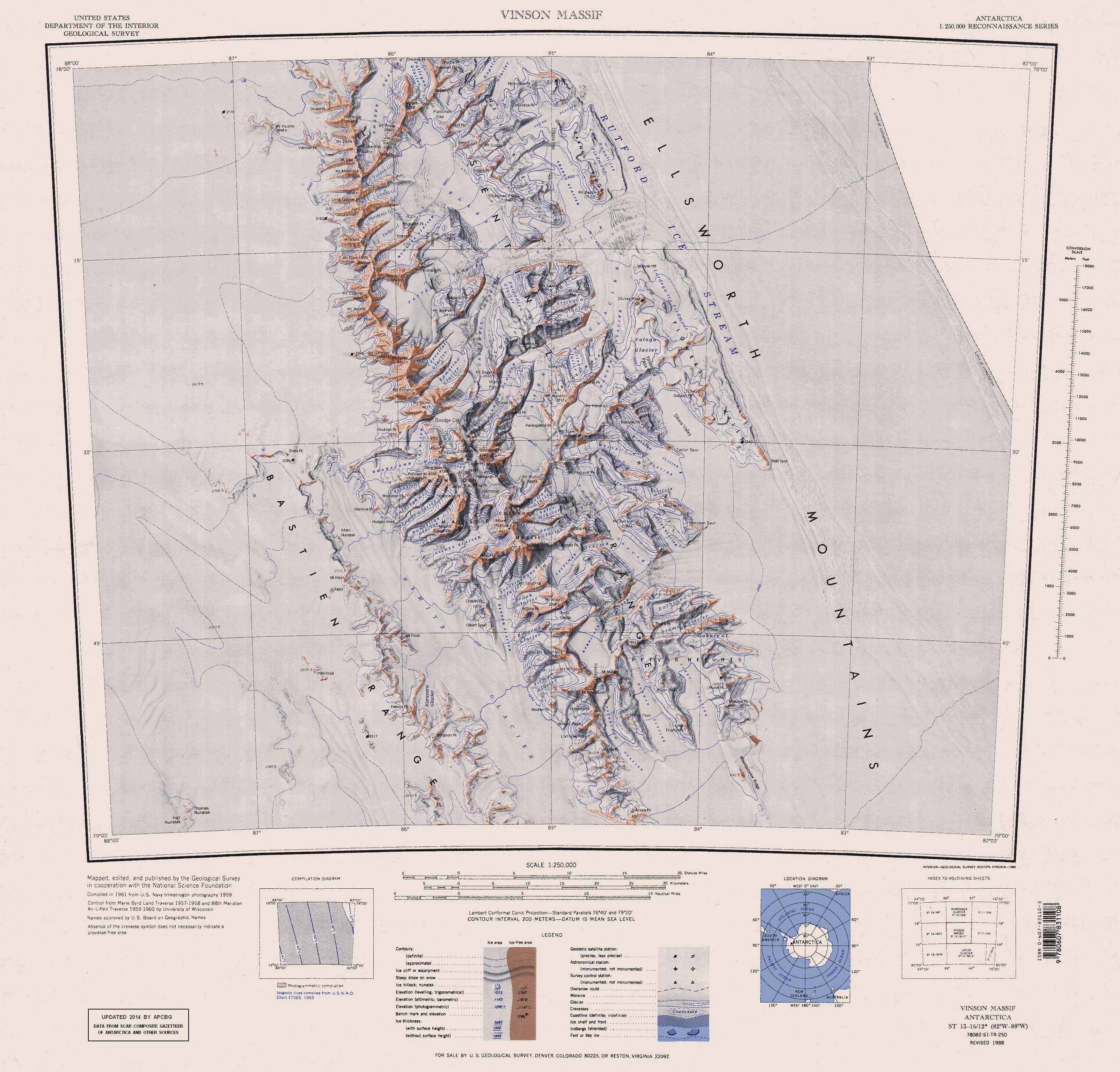

帕特萊伊納冰川是南極洲的冰川，位於埃爾斯沃思地，屬於埃爾斯沃思山脈中森蒂納爾嶺的一部分，長5.5公里、寬2.5公里，該冰川以保加利亞東北部的自然保護區命名。

## 外部連結
- SCAR Composite Antarctic Gazetteer（页面存档备份，存于）.